# Gabi Huber
Gabriela «Gabi» Alice Huber

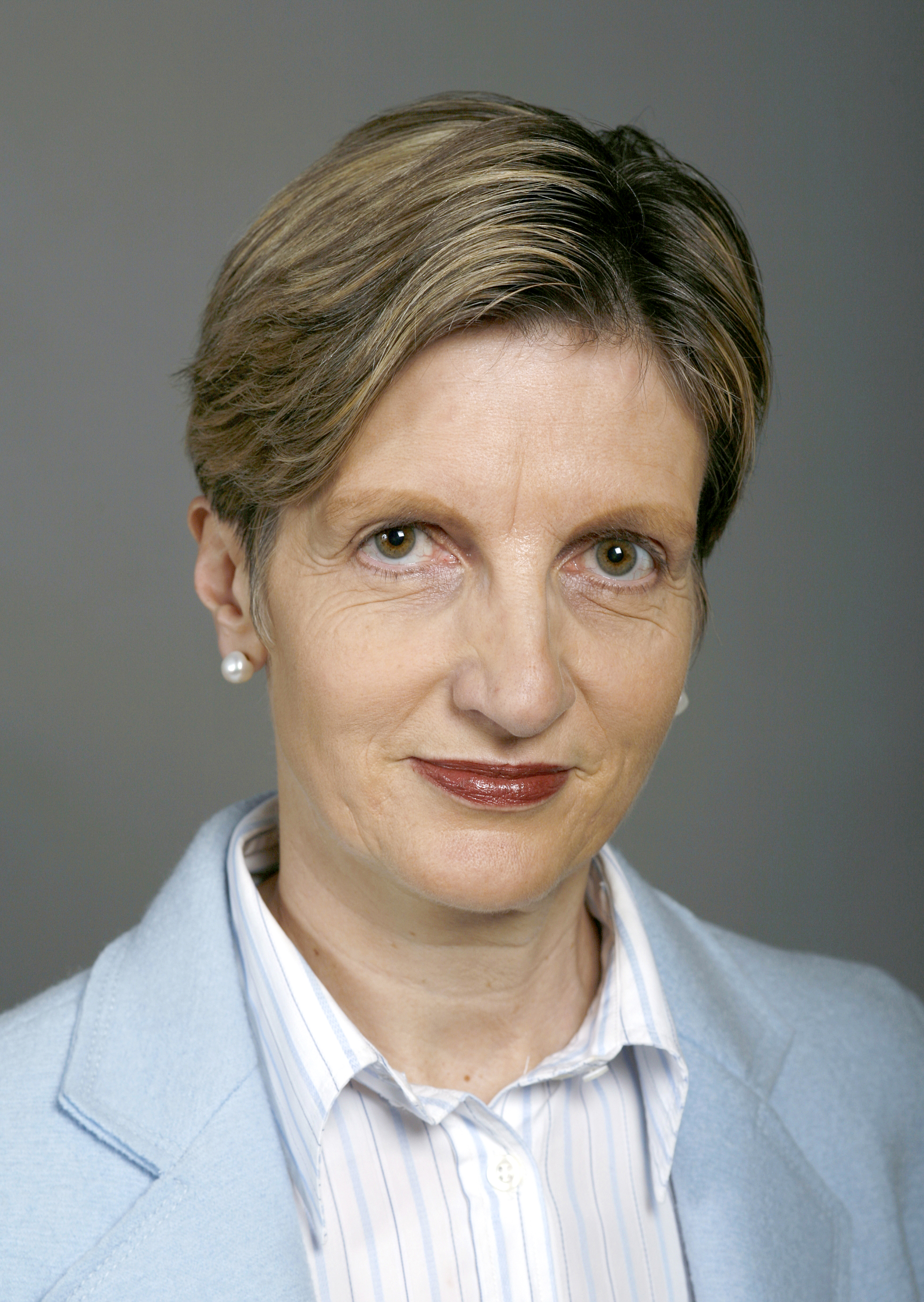
Gabi Huber (2007)

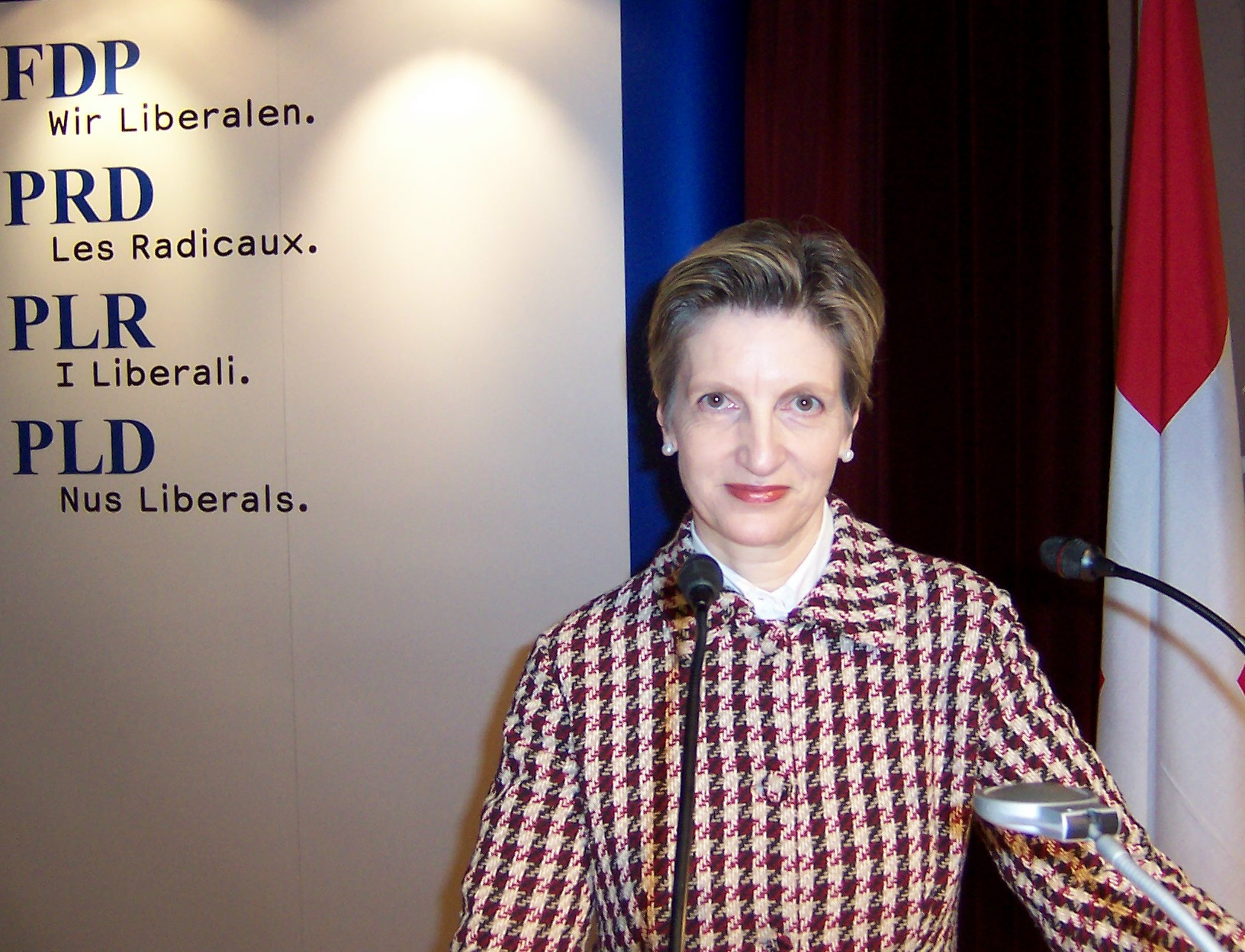
Gabi Huber in Bern (2008)

(* 29. Februar 1956 in Schattdorf; heimatberechtigt in Altdorf) ist eine Schweizer Rechtsanwältin, Managerin und Politikerin (FDP). Sie war die erste Regierungsrätin, die erste Frau Landammann und erste Nationalrätin des Kantons Uri. Von 2008 bis 2015 war sie Präsidentin der FDP-Liberalen Fraktion in der Bundesversammlung. Sie ist Vizepräsidentin der UBS Schweiz AG und Verwaltungsrätin der Dätwyler Holding.

## Biografie
Gabi Huber studierte Rechtswissenschaften an der Universität Freiburg und erwarb 1981 das Anwalts- und Notariatspatent. Sie eröffnete 1982 ein eigenes Büro in Altdorf und arbeitet seither als selbstständige Rechtsanwältin und Notarin. Sie ist Mitinhaberin der Kanzlei Bachmann Huber Zgraggen in Altdorf. Zudem war sie von 1984 bis 1995 Jugendanwältin des Kantons Uri. Inzwischen promovierte sie 1990 im Bereich Zivilrecht, 2006 erwarb sie das Mediatorenpatent SAV.
Huber trat 1984 der FDP Altdorf bei. Von 1988 bis 1996 war sie Landrätin des Kantons Uri, sie präsidierte dabei die Geschäftsprüfungskommission und die Finanzkommission. 1996 wurde sie in die Kantonsregierung gewählt, der sie als Finanzdirektorin bis 2004 angehörte und deren Präsidentin (Landammann) sie von 2002 bis 2004 war. Zwischen 2001 und 2004 präsidierte sie auch die Zentralschweizer Finanzdirektorenkonferenz.
Gabi Huber wurde bei den Schweizer Parlamentswahlen 2003 erste Urner Nationalrätin; in den Wahlen 2007 und 2011 wurde sie wiedergewählt. Sie war während ihrer ganzen Amtszeit Mitglied der Kommission für Rechtsfragen des Nationalrates (2007 bis 2009 Präsidentin). Von 2003 bis 2007 gehörte sie der Gerichtskommission der Vereinigten Bundesversammlung an. Von 2007 bis 2015 war sie Mitglied der Kommission für Verkehr und Fernmeldewesen und des Büros des Nationalrates. Von 2006 bis 2008 war sie Vizepräsidentin der Freisinnig-Demokratischen Partei der Schweiz mit Zuständigkeit für die Deutschschweiz, von 2008 bis 2015 Präsidentin der FDP-Liberalen Fraktion in der Bundesversammlung. Bei den Parlamentswahlen 2015 trat Huber nicht mehr zur Wiederwahl an. Danach zog sie sich aus der Politik zurück.
Huber war bis 2004 Verwaltungsrätin bei der Elektrizitätswerk Altdorf AG und der Vereinigten Schweizerischen Rheinsalinen AG, von 2004 bis 2012 war sie Vizepräsidentin der Schweizerischen Arbeitsgemeinschaft für die Berggebiete (SAB). Am 14. Juni 2015 wurde sie als Unabhängige in den Verwaltungsrat der UBS Schweiz AG gewählt. Dort ist sie Vizepräsidentin. Sie ist seit 2013 Verwaltungsrätin der Dätwyler Holding. Ausserdem ist sie im Publizistischen Beirat des NZZ-Verwaltungsrats, seit 2015 Mitglied des Stiftungsrats der Schweizerischen Rettungsflugwacht REGA. Sie ist Mitglied des Patronatskomitees der Limmat Stiftung.